# Laperrière-sur-Saône
Laperrière-sur-Saône é uma comuna francesa na região administrativa da Borgonha-Franco-Condado, no departamento de Côte-d'Or. Estende-se por uma área de 11,21 km². Em 2010 a comuna tinha 451 habitantes (densidade: 40,2 hab./km²).